# ايوان ماكلين
ايوان ماكلين (بالإنجليزية: Ewan McLean)‏ هو لاعب كرة قدم بريطاني في مركز الوسط، ولد في 11 سبتمبر 1994 في غلاسكو في المملكة المتحدة. لعب مع نادي غرينوك مورتون.

## وصلات خارجية
- ايوان ماكلين على موقع قاعدة بيانات كرة القدم.إي يو (الإنجليزية)
- ايوان ماكلين على موقع Soccerbase.com (لاعب) (الإنجليزية)